# Leontochroma
Leontochroma is een geslacht van vlinders van de familie bladrollers (Tortricidae), uit de onderfamilie Tortricinae.

## Soorten
- L. aurantiacum Walsingham, 1900
- L. percornutum Diakonoff, 1976
- L. suppurpuratum Walsingham, 1900
- L. viridochraceum Walsingham, 1900